# Apatetor inversus
Apatetor inversus là một loài tò vò trong họ Ichneumonidae.